# Timòixivka
Timòixivka és un selo situat al raion de Txerkassi de l'oblast de Txerkassi, a Ucraïna. Es troba 6 km al sud de Kamianka. El 2009 tenia 811 habitants. El selo pertany a la hromada rural de Kamianka, amb l'administració a la ciutat de Kamianka.
Fins al 18 de juliol de 2020, Timòixivka pertanyia al raion de Kamianka. El raion va ser abolit el juliol de 2020 com a part de la reforma administrativa d'Ucraïna, que va reduir el nombre de raions de l'oblast de Txerkassi a quatre. L'àrea del raqion de Kamianka Raion es va fusionar amb el raion de Cherkassi.

## Gent
Karol Szymanowski va néixer al poble.